# 李至
李至（947年—1001年），字言几，宋朝初年真定府（今河北省正定县）人。
李至幼年是孤儿，被内臣李知审收为养子。沉静好学，能写文章。长大后，师事徐铉，善为诗文，辞华典雅。太平兴国初年举进士，初任将作监丞，通判鄂州。擢升为著作郎、直史馆。宋太宗征伐北汉太原府，命他督率泽州、潞州诸州粮草。官至右补阙、知制诰。太平兴国八年（983年），转任比部郎中，为翰林学士，拜右谏议大夫、参知政事。雍熙元年（984年），加给事中。朝议北伐契丹，李至上疏劝谏宋太宗慎重从事。太宗不听，举行雍熙北伐，雍熙三年（986年），李至以目疾求解执政。秘阁建成后，李至奉命兼秘书监，总秘阁书籍。请购亡佚书籍，并请刊刻《二传》、《二礼》、《孝经》、《论语》七经。淳化五年（994年），兼判国子监，总领校雠、刊刻七经疏。又推荐吴淑等勘正伪谬，与李沆一同裁处。至道元年（995年）兼太子宾客，授吏部尚书。宋真宗即位，拜工部尚书、参知政事。当时夏州李继迁叛乱，他主张灵州当弃，应当互市，安抚西夏。咸平元年（998年），再以目疾求解去参知政事职务，于是授为武信军节度使。咸平三年（1000年），改知河南府。咸平四年（1000年），李至卒，赠侍中。李至哲学上倾向于老庄，提倡守静，守柔和知止求退。

## 延伸阅读
[在维基数据编辑]
 《宋史·卷266》，出自脱脱《宋史》